# Clare Dennis
Claire Dennis (Australia, 17 de marzo de 1916-Nueva Gales del Sur, 5 de junio de 1971) fue una nadadora australiana especializada en pruebas de estilo braza, donde consiguió ser campeona olímpica en 1932 en los 200 metros.

## Carrera deportiva
En los Juegos Olímpicos de Los Ángeles 1932 ganó la medalla de oro en los 200 metros estilo braza con un tiempo de 3:06.3 segundos, por delante de la japonesa Hideko Maehata (plata con 3:06.4 segundos) y de la danesa Else Jacobsen.